# Angelos Charisteas
Angelos Charisteas (Grieks: Άγγελος Χαριστέας) (Sérres, 9 februari 1980) is een Grieks voormalig betaald voetballer die bij voorkeur in de aanval speelde. Hij was actief van 1998 tot en met 2013. Charisteas maakte van 1998 tot en met 2011 deel uit van het Grieks voetbalelftal, waarmee hij het EK 2004 won. Hij kopte in de finale het enige doelpunt van de wedstrijd binnen.

## Clubcarrière
Charisteas behoort tot een groep voetballers die zowel voor Ajax tegen Feyenoord scoorde als andersom. Alleen Johan Cruijff, Henk Groot, Ruud Geels, Keje Molenaar en Ronald Koeman gingen hem daarin voor. René Notten bijvoorbeeld scoorde wèl voor Ajax tegen Feyenoord (4-9-1977 Ajax-Feyenoord 2-2, de 2-2 gelijkmaker in de 90e minuut) maar nooit voor Feyenoord (waar hij speelde tussen oktober 1977 en juni 1981) tegen Ajax. Charisteas was daarmee wel de eerste buitenlander die scoorde voor beide teams in 'De klassieker'. Voor hij in Nederland speelde, kwam hij uit voor Aris Saloniki en Werder Bremen.
Charisteas verliet Feyenoord in 2007 en tekende een contract voor vier jaar bij FC Nürnberg. Daarmee degradeerde hij na één seizoen naar de 2. Bundesliga. Na een eerste seizoenshelft in de tweede divisie van Duitsland ging, Charisteas op huurbasis naar Bayer 04 Leverkusen, waar hij zijn landgenoot Theofanis Gekas verving.
Na zijn actieve loopbaan opende Charisteas een koffierestaurant in Amsterdam met de naam Libertine Comptoir de Cuisine.

## Clubstatistieken
| Seizoen | Club                      | Competitie           | Duels | Goals |
| ------- | ------------------------- | -------------------- | ----- | ----- |
| 1997/98 | Aris Saloniki             | A Division           | 9     | 2     |
| 1998/99 | → Athinaikos (huur)       | A Division           | 7     | 1     |
| 1998/99 | Aris Saloniki             | A Division           | 12    | 4     |
| 1999/00 | Aris Saloniki             | A Division           | 19    | 1     |
| 2000/01 | Aris Saloniki             | A Division           | 28    | 8     |
| 2001/02 | Aris Saloniki             | A Division           | 19    | 4     |
| 2002/03 | Werder Bremen             | Bundesliga           | 31    | 9     |
| 2003/04 | Werder Bremen             | Bundesliga           | 24    | 4     |
| 2004/05 | Werder Bremen             | Bundesliga           | 11    | 5     |
| 2004/05 | Ajax                      | Eredivisie           | 13    | 4     |
| 2005/06 | Ajax                      | Eredivisie           | 17    | 8     |
| 2006/07 | Ajax                      | Eredivisie           | 1     | 0     |
| 2006/07 | Feyenoord                 | Eredivisie           | 28    | 9     |
| 2007/08 | 1. FC Nürnberg            | Bundesliga           | 24    | 6     |
| 2008/09 | 1. FC Nürnberg            | 2. Bundesliga        | 14    | 1     |
| 2008/09 | → Bayer Leverkusen (huur) | Bundesliga           | 13    | 1     |
| 2009/10 | 1. FC Nürnberg            | Bundesliga           | 19    | 1     |
| 2010/11 | AC Arles                  | Ligue 1              | 7     | 0     |
| 2010/11 | FC Schalke 04             | Bundesliga           | 4     | 1     |
| 2011/12 | Panetolikos Agrinio       | Super League         | 24    | 4     |
| 2012/13 | Al-Nassr                  | Saudi Premier League | 7     | 1     |
| Totaal  | Totaal                    | Totaal               | 327   | 74    |

## Erelijst
Als speler
 Werder Bremen
- Bundesliga: 2003/04
- DFB-Pokal: 2003/04

 Ajax
- Johan Cruijff Schaal: 2005, 2006
- KNVB beker: 2005/06

 Schalke 04
- DFB-Pokal: 2010/11

 Griekenland
- UEFA EK: 2004

Individueel
- UEFA EK Team van het Toernooi: 2004